# Maskinen
Maskinen – szwedzki zespół wykonujący electro house oraz hip-hop, w którego skład wchodzą członkowie innych grup muzycznych: Snook, Afasi & Filthy i Slagsmålsklubben.

## Członkowie
- Frej Larsson (Slagsmålsklubben)
- Oskar ”Kihlen” Linnros (Snook)
- Herbert "Afasi" Munkhammar (Afasi & Filthy)
- Filthy (Afasi & Filthy)

## Dyskografia
- Alla Som Inte Dansar, singel, 2007
- Segertåget, singel, 2008
- Pengar, singel, 2009
- Boys II Men, album, 2009